# Peugeot 204
La Peugeot 204 est une voiture française populaire produite entre 1965 et 1976 à Sochaux (Doubs).
La 204 a connu plusieurs déclinaisons : berline, break (à partir des modèles 1966), coupé 2+2 places (d'octobre 1966 à mars 1970), cabriolet 2 places (d'octobre 1966 à mars 1970) et fourgonnette (à partir des modèles 1967).
Première traction de la marque, la 204 a été la voiture la plus vendue en France en 1969, 1970 et 1971,.

## Historique
Au début des années 1960, Peugeot, qui ne dispose dans sa gamme que de grandes berlines, décide de se repositionner sur le marché des berlines de taille moyenne (catégorie 6 CV) et de donner suite à la série à succès des Peugeot 201, 202 et 203. Connue jusque-là sous l'appellation de projet D12, la Peugeot 204 est présentée pour la première fois le 23 avril 1965.
La 204 sera régulièrement modifiée : nouvelles roues pour les modèles 1966, face arrière type coupé avec nouveaux feux pour 1967, tableau de bord à cadrans ronds pour 1968, pare-chocs avec bourrelet de protection en caoutchouc pour 1969, nouveau volant rembourré pour 1969 et 1975, nouveau Lion héraldique sur la calandre pour 1972, pare-chocs type 104 et feux arrière élargis pour 1973, clignotants avant blancs pour 1974, calandre en plastique noir pour 1975 et enjoliveurs de roue type 104 coupé sur les dernières berlines.
Pour 1977, les nouvelles 104 à moteur 6 CV succèdent à la 204.
Dans l'armée française, la 204 Luxe noire à l'équipement simplifié a été utilisée comme véhicule de liaison et comme auto-école (avec une bande blanche transversale sur le capot) avant d'être remplacée par la berline 304 GL.

## Technique
La 204 cumule des caractéristiques techniques peu courantes à l'époque.
- C'est la première berline Peugeot à traction avant — après les fourgons Peugeot D3 puis D4 à partir de 1950, hérités des Chenard et Walcker construits depuis 1941. Le moteur est en position transversale[1], tout comme les DKW F1 de 1931, les Mini Austin et Morris de 1959 et l'Autobianchi Primula de 1964. Entièrement en alliage léger, ce dernier dispose d'un arbre à cames en tête et existe en versions essence, de 1 130 cm3 et 53 ch (puis 55), et Diesel, de 1 255 cm3 et 40 ch, lequel sera plus tard remplacé par un 1 357 cm3 de 45 ch. Cette motorisation Diesel, basée sur le bloc essence sous-dimensionné pour cette adaptation, connut à ses débuts d'importants problèmes de mise au point : problèmes de culasse, de fissuration de bloc-moteur et nombreuses casses moteur entraînant de nombreux échanges standard moteur dans le réseau Peugeot.
- À l'époque, la 204 Diesel avait le plus petit moteur Diesel au monde monté sur une voiture de série.
- Le moteur étant positionné transversalement et le ventilateur positionné longitudinalement ; celui-ci avait la particularité d'être entraîné par une courroie avec des renvois pour atteindre la poulie du vilebrequin.
- La boîte de vitesses, sous le bloc-cylindres, est enfermée avec le différentiel dans un carter commun, tout comme la Mini Austin et Morris, sortie en 1959. La lubrification de l'ensemble est ainsi assurée avec la même huile que le moteur.
- La 204 a été aussi le premier modèle Peugeot à être équipé de freins avant à disques et de quatre roues indépendantes[1].

L'architecture technique générale de la 204 sera directement reprise par la 304, la 104, puis la 305.

Différents modèles de Peugeot 204
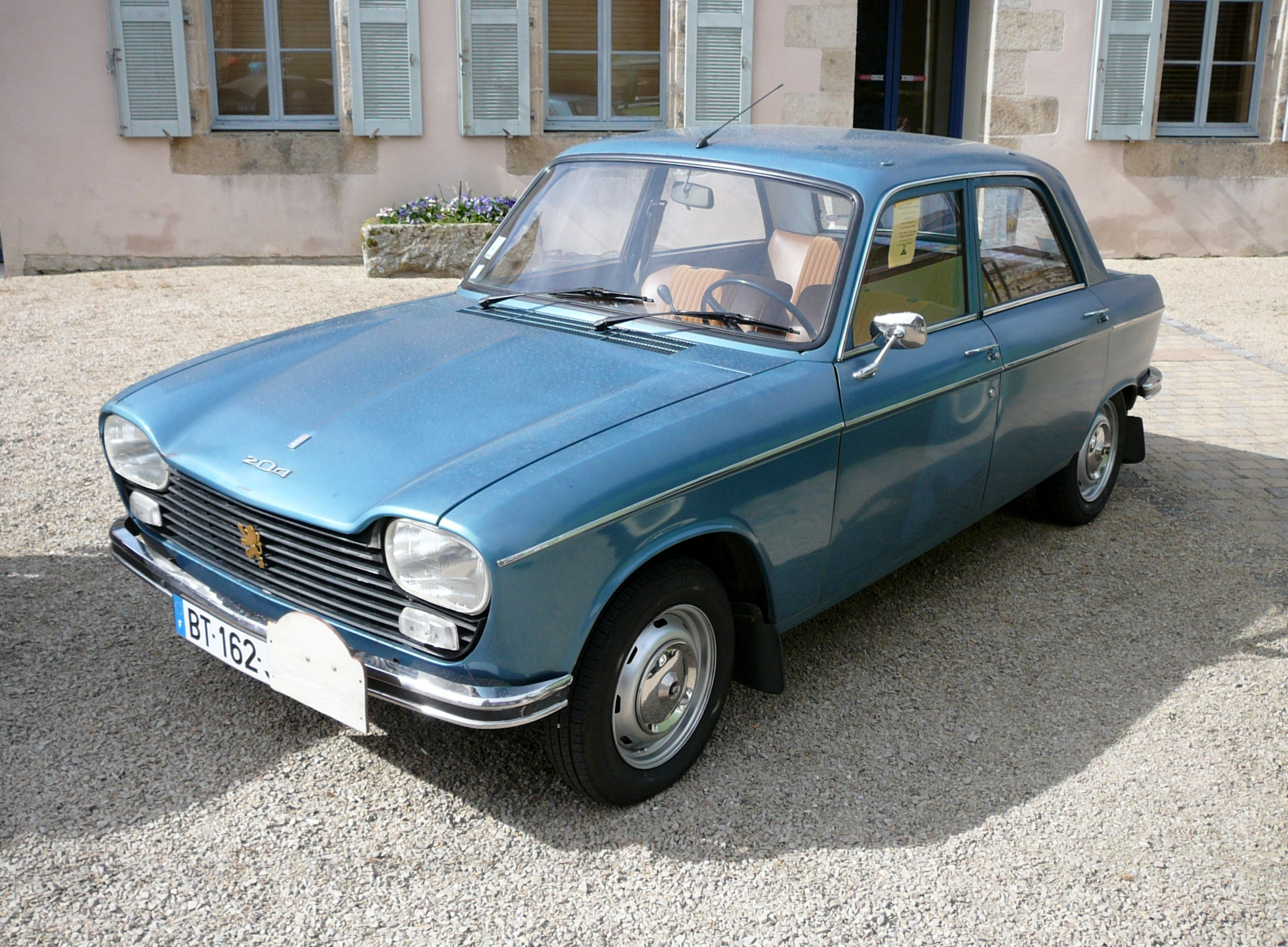
Berline.
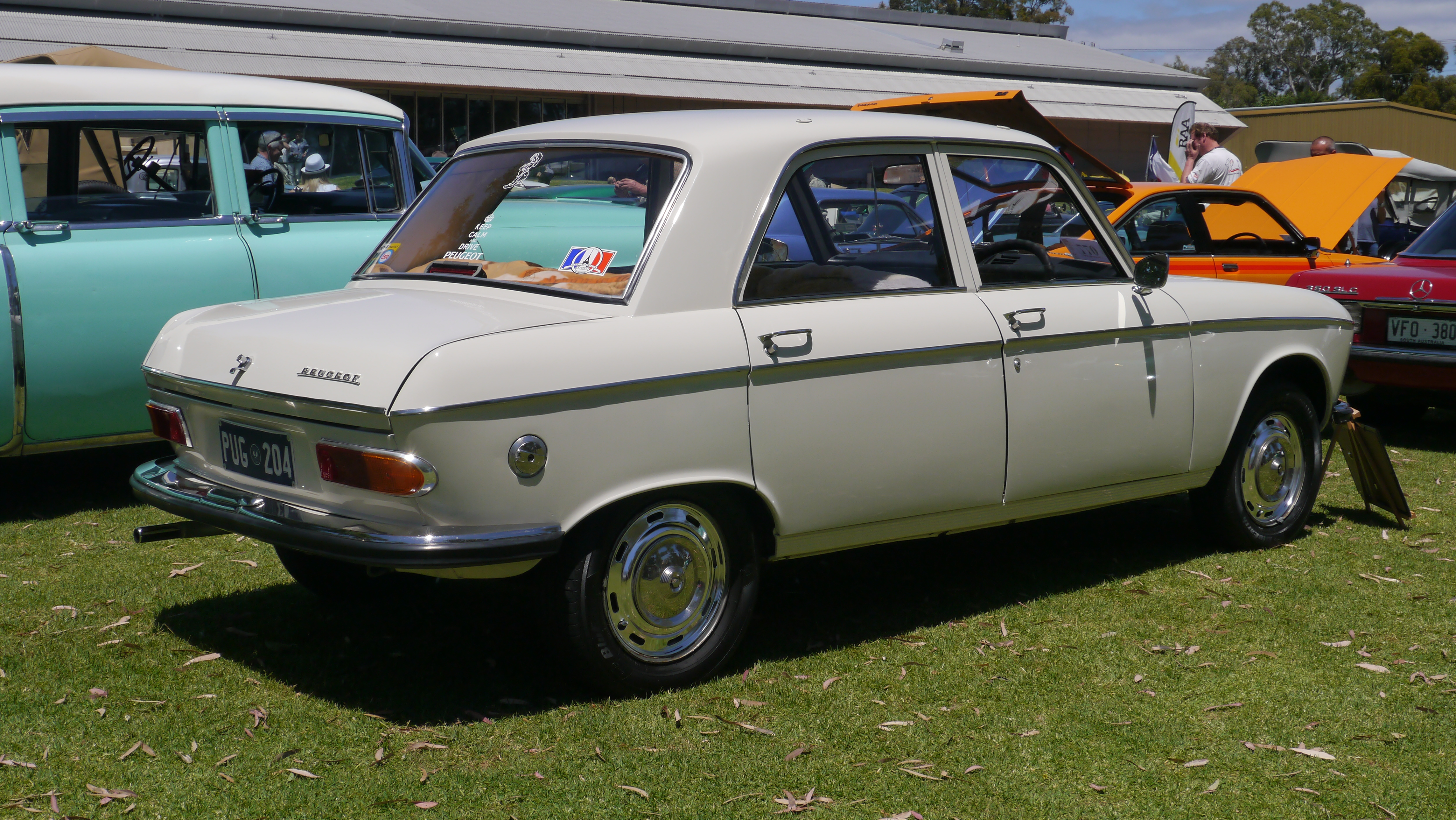
Berline, plaque "PUG204" (rassemblement australien).
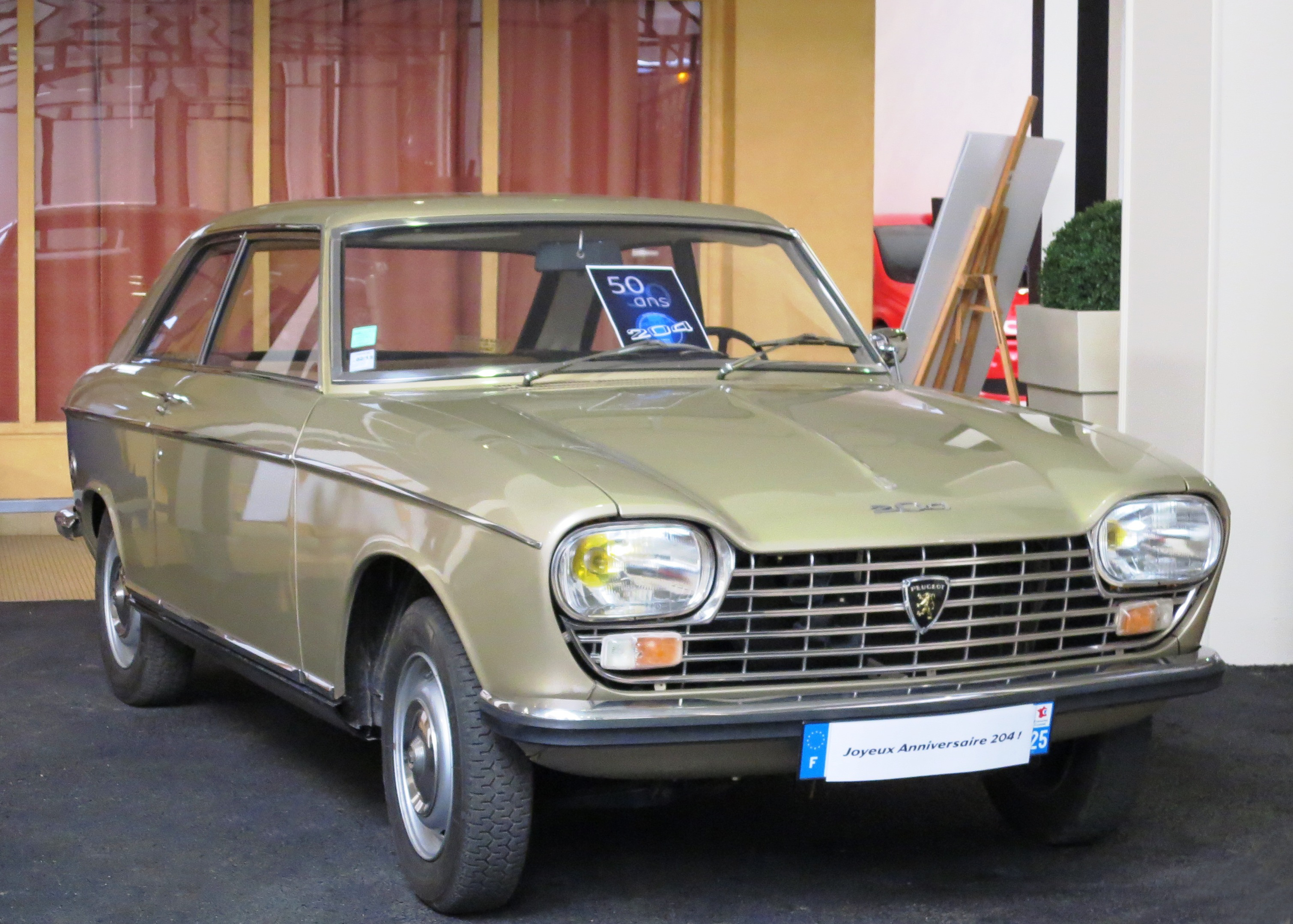
Coupé au Musée de l'Aventure Peugeot (Sochaux).
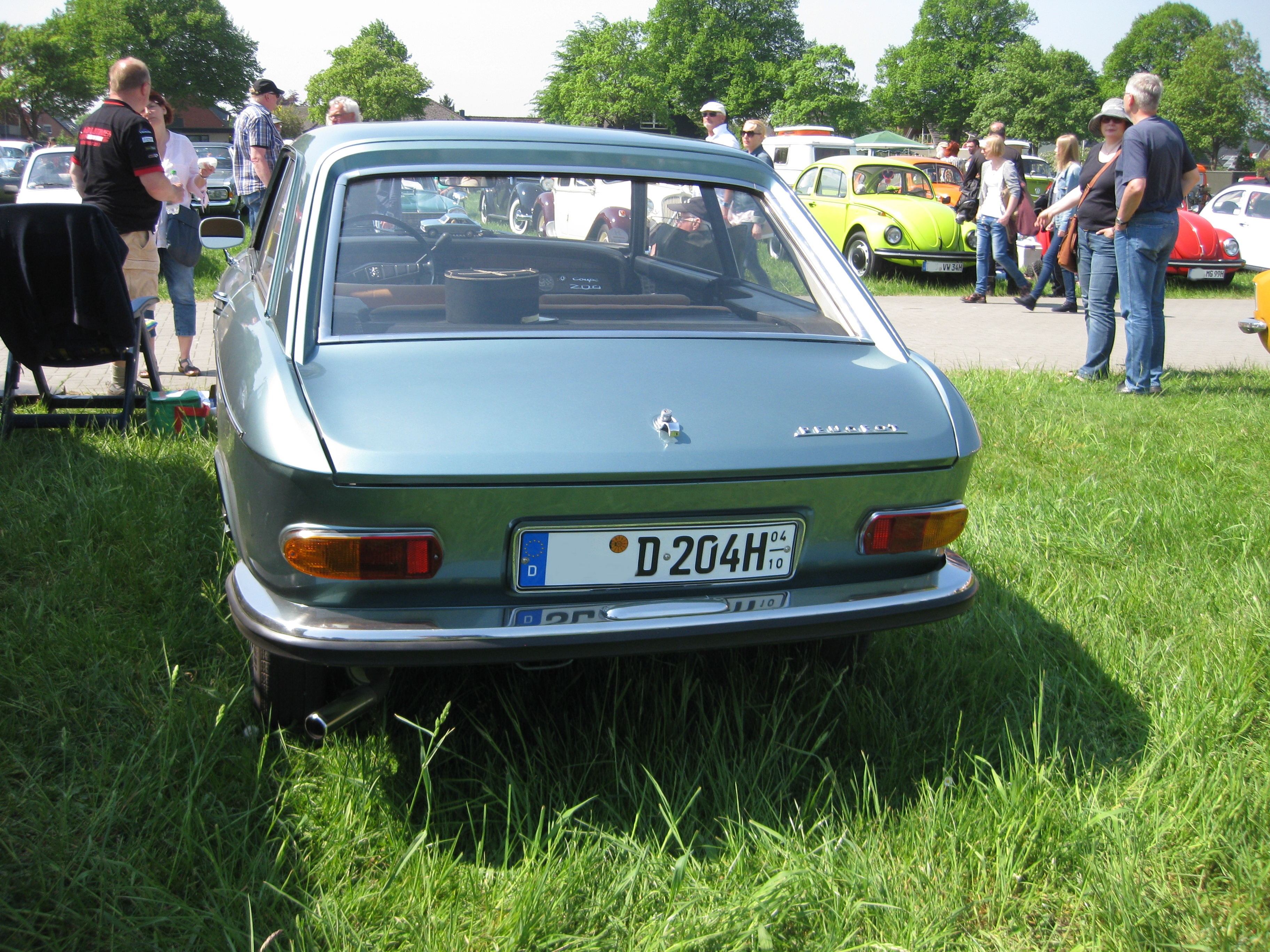
Coupé. vue arrière
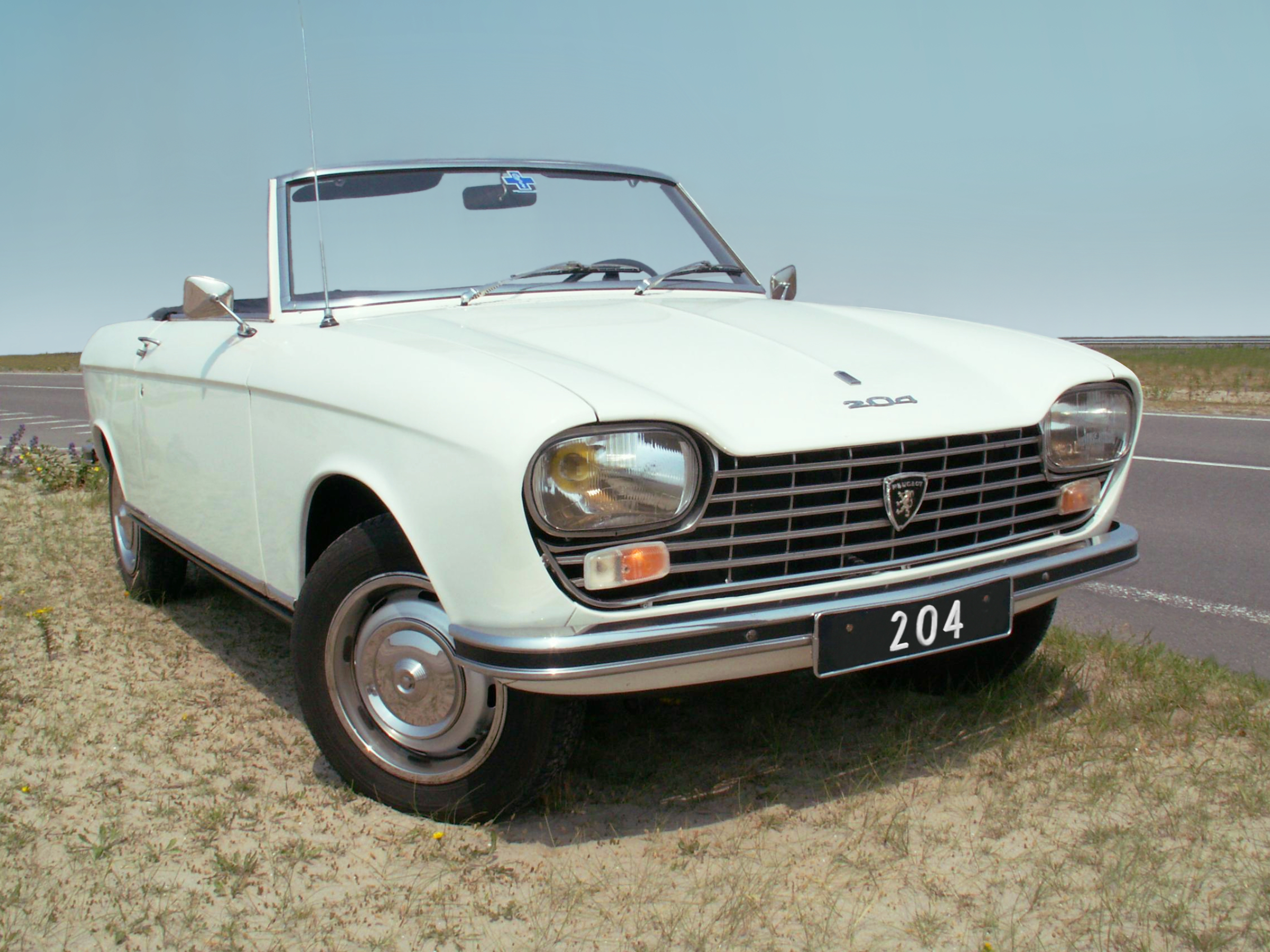
Cabriolet avec une calandre métallique.
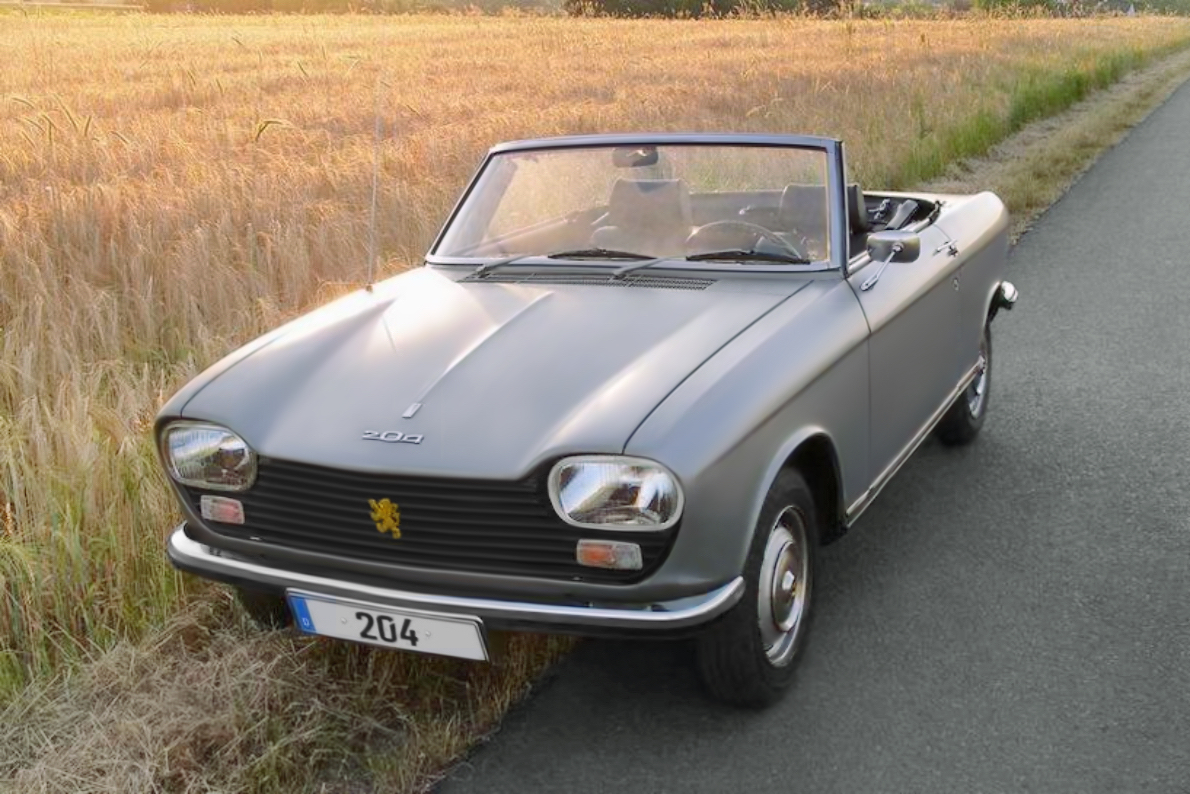
Cabriolet avec une calandre en plastique.
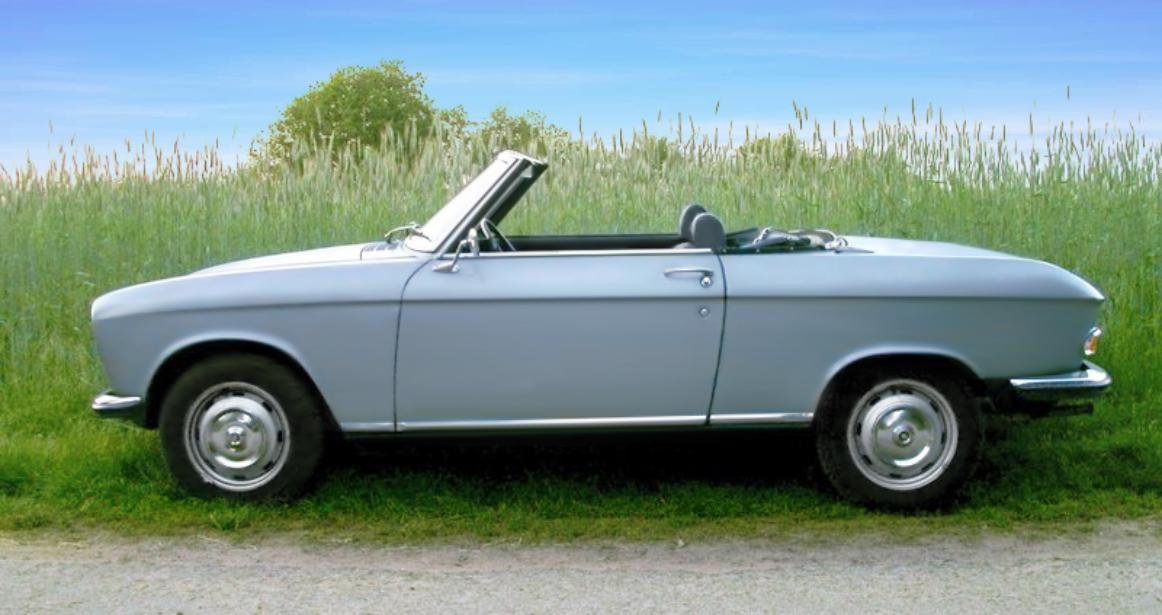
Cabriolet. vue latérale gauche
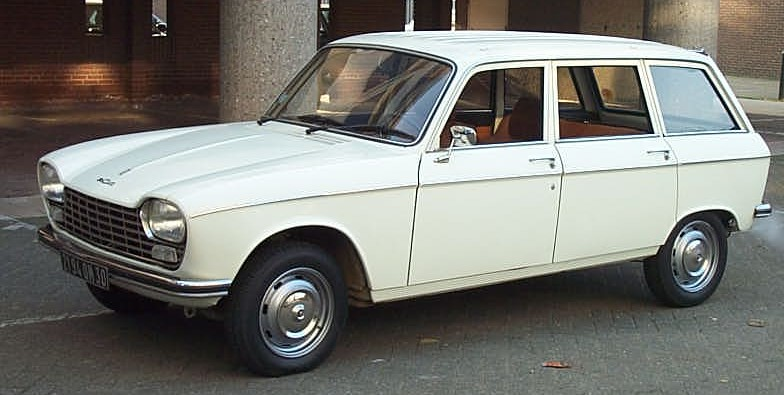
Break de 1974. Vue de 3/4
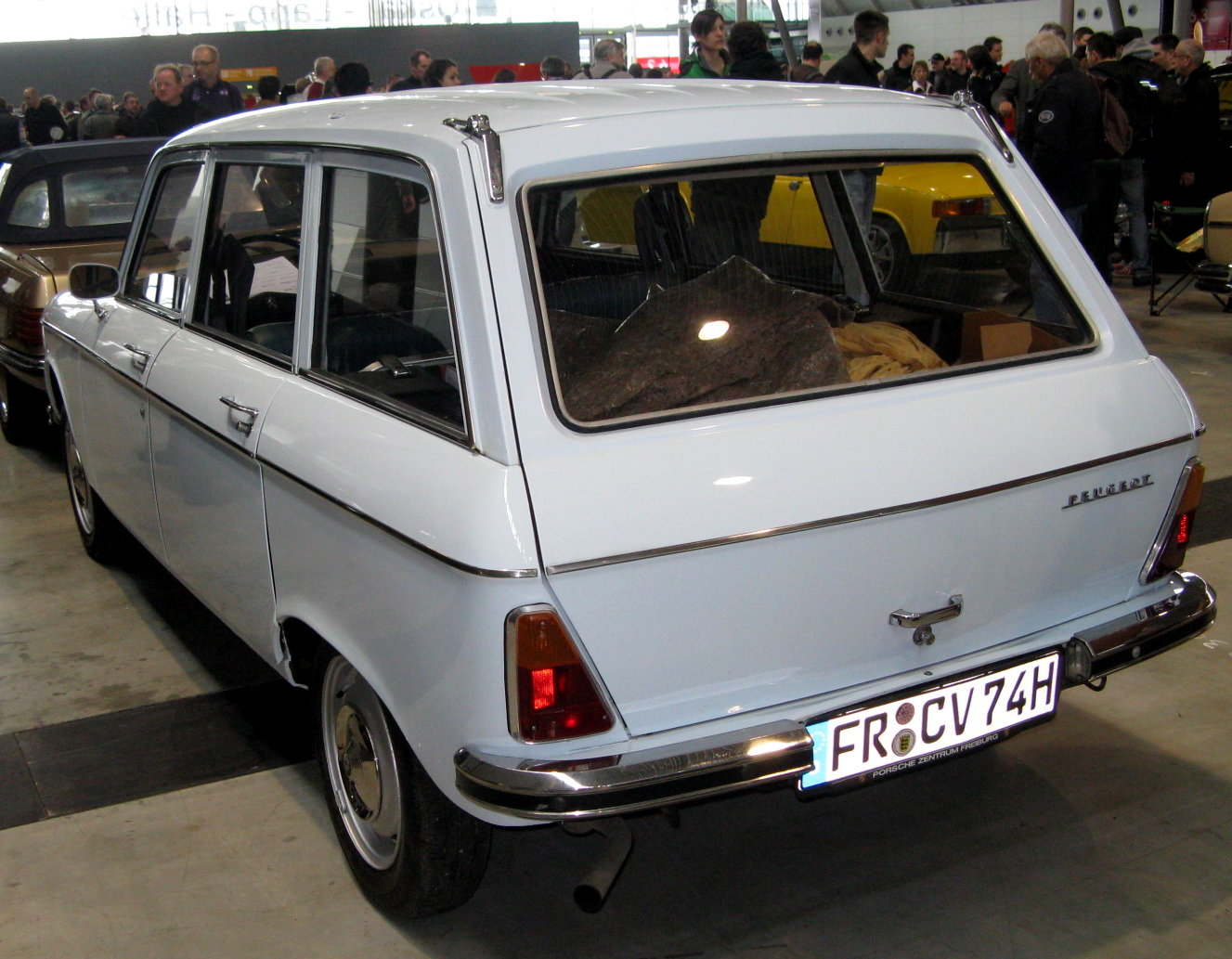
Break. Vue arrière

## Sports et records
- Le 22 juin 1973, la Peugeot 204 Proto Diesel (classe 6) établit huit records du monde d'endurance en Catégorie A3 Groupe 3 à l'autodrome de Linas-Montlhéry, notamment avec Jean Todt, Jean Guichet et Hannu Mikkola[4].
- En 1971, la Peugeot 204 participe au Tour de France automobile en catégorie 3GT, où elle se classe à la 49e place.

## Projet de revival
Entre 2007 et 2009, Peugeot étudie l'idée de relancer la 204 sous la forme d'une gamme de citadines composée d'une berline, d'un cabriolet biplace et d'un break, tous trois basés sur la plate-forme PF1 de la 207. Ces véhicules au style néo-rétro font partie du projet "Urban Distinctives" (UD), le pendant Peugeot des "Distinctive Series" (DS) de Citroën. Ces véhicules ne sont finalement pas conduits au stade de la production.